# Edigué
Edigué (en rus: Эдиге) és un poble de la república del Daguestan, a Rússia. Segons el cens del 2010 tenia 587 habitants.